# (423) Diotima
(423) Diotima ist ein Asteroid des äußeren Hauptgürtels, der am 7. Dezember 1896 vom französischen Astronomen Auguste Charlois am Observatoire de Nice bei einer Helligkeit von 11 mag entdeckt wurde.
Der Asteroid ist benannt nach Diotima, einer Seherin und Lehrerin des griechischen Philosophen Sokrates (469–399 v. Chr.). Julius Bauschinger, der Direktor des Astronomischen Rechen-Instituts in Berlin, veröffentlichte 1901 die Namen von 34 von Charlois entdeckten Asteroiden zwischen den Nummern (356) und (451). Im Text heißt es lediglich: „Nach Zustimmung des Herrn Charlois haben folgende von ihm entdeckten… Planeten nachstehende Namen erhalten.“ Es liegt daher nahe, dass die Namen vom Astronomischen Rechen-Institut ausgewählt wurden.
Aufgrund ihrer Bahneigenschaften wird (423) Diotima zur Eos-Familie gezählt. Sie befindet sich dabei nahe einer Dreikörperresonanz mit Jupiter und Saturn, denn die gemittelte Umlauffrequenz (Kehrwert der siderischen Periode) ist etwa gleich groß wie die von Jupiter plus die dreifache Umlauffrequenz Saturns.

## Wissenschaftliche Auswertung
Aus Ergebnissen der IRAS Minor Planet Survey (IMPS) wurden 1992 Angaben zu Durchmesser und Albedo für zahlreiche Asteroiden abgeleitet, darunter auch (423) Diotima, für die damals Werte von 208,8 km bzw. 0,05 erhalten wurden. Aus den Beobachtungsergebnissen einer Bedeckung des Sterns 9. Größe HIP 66446 durch den Asteroiden am 15. März 2001 wurde für diesen eine Abschätzung von (186 × 149) km für die projizierte Größe erhalten. Mit hochaufgelösten Aufnahmen mit dem Adaptive Optics (AO)-System am Teleskop II des Keck-Observatoriums auf Hawaiʻi im Infraroten vom 6. Dezember 2003 konnte für den Asteroiden in einer Untersuchung von 2006 ein mittlerer Durchmesser von 208 km und das Achsenverhältnis einer zweiachsig-ellipsoidischen Kontur ermittelt werden. Eine neue Auswertung der Daten ergab in einer Untersuchung von 2013 einen äquivalenten Durchmesser von 194 ± 18 km.
Eine Auswertung von Beobachtungen durch das Projekt NEOWISE im nahen Infrarot führte 2011 zu vorläufigen Werten für den Durchmesser und die Albedo im sichtbaren Bereich von 177,3 km bzw. 0,07. Ein Vergleich von Daten, die von 1978 bis 2011 an der Sternwarte Ondřejov in Tschechien und am Table Mountain Observatory in Kalifornien gesammelt wurden, mit den Daten von NEOWISE ergab 2012 Werte für den Durchmesser und die Albedo von 177,0 km bzw. 0,07. Nachdem die Werte nach neuen Messungen mit NEOWISE 2012 auf 228,0 km bzw. 0,04 geändert worden waren, wurden sie 2014 auf 175,9 km bzw. 0,07 korrigiert. Nach der Reaktivierung von NEOWISE im Jahr 2013 und Registrierung neuer Daten wurden die Werte 2015 zunächst mit 217,6 km bzw. 0,04 angegeben und dann 2016 korrigiert zu 167,2 km bzw. 0,07, diese Angaben beinhalten aber alle hohe Unsicherheiten. Eine Untersuchung von 2020 bestimmte aus drei Sternbedeckungen durch (423) Diotima einen Durchmesser von 205,7 ± 8,4 km.
Photometrische Messungen des Asteroiden fanden erstmals statt am 10. August 1981 am La-Silla-Observatorium in Chile. Die über einen Zeitraum von mehr als sieben Stunden aufgezeichnete Lichtkurve wurde dahingehend interpretiert, dass die Rotationsperiode mindestens so lange sein müsste, es wurde dafür zunächst ein Wert von 8 Stunden angenommen, aber eine deutlich längere Periode auch nicht völlig ausgeschlossen. Am 10. November 1982 erfolgte eine weitere Beobachtung über fünf Stunden am Observatoire de Haute-Provence in Frankreich. Die gemessene Lichtkurve schien ebenfalls zu der früheren Periode zu passen. Es wurde auch versucht, Besonderheiten in der Lichtkurven zu erklären. Als eine Möglichkeit dafür wurde unter anderem die Existenz eines dunklen Begleiters vorgeschlagen.
Bereits am 22. November 1982 erfolgte eine weitere Beobachtung des Asteroiden über etwa sieben Stunden am Osservatorio Astronomico di Torino in Italien. Die aufgezeichnete Lichtkurve wurde hier aber zu einer deutlich kürzeren Rotationsperiode von 4,62 h ausgewertet. Eine Untersuchung von 1985 versuchte, diese widersprüchlichen Ergebnisse zu klären. Dabei zeigte es sich, dass die Messwerte von 1981 wegen ihrer geringen Qualität offenbar falsch interpretiert worden waren, denn sie passten auch sehr überzeugend zu der kürzeren Periode. Dafür wurde ein verbesserter Wert von 4,622 h abgeleitet. Aus den archivierten Daten von 1981 und 1982 sowie neuen Messungen vom April 1985 in Turin (siehe unten) wurden dann erstmals zwei alternative Rotationsachsen und die Achsenverhältnisse eines dreiachsig-ellipsoidischen Gestaltmodells des Asteroiden berechnet. Weitere Beobachtungen erfolgten vom 13. bis 23. Oktober 1987 während vier Nächten am Observatorio astronómico Municipal de Mercedes in Argentinien. Die Auswertung der Daten bestätigte die kürzere Rotationsperiode mit einem Wert von 4,626 h.
Aus photometrischen Messungen vom 14. und 16. April 1985, 19. November 1987 und 10. Januar bis 7. Februar 1989 in Turin wurde eine neue Lichtkurve zusammengesetzt, aus der jetzt aber eine geringfügig, aber signifikant längere Periode von 4,775 h bestimmt wurde. Außerdem konnte in Verbindung mit den archivierten Daten der früheren Beobachtungen dieses Mal eine eindeutige Position für die Rotationsachse mit prograder Rotation und einer Periode von 4,7747 h sowie die Achsenverhältnisse eines dreiachsig-ellipsoidischen Gestaltmodells des Asteroiden berechnet werden. Aus Beobachtungen während der Oppositionen in den Jahren 1990 und 1992 mit dem Carlsberg-Meridiankreis am Roque-de-los-Muchachos-Observatorium auf La Palma wurde eine Rotationsperiode von 4,30 h abgeschätzt.
Aus Beobachtungen vom 19. bis 26. September 1992 am La-Silla-Observatorium konnten drei gleichermaßen mögliche Werte für die Rotationsperiode von 4,7840, 9,5630 oder 11,9529 h bestimmt werden, wovon der mittlere als der richtige angesehen wurde. Dagegen führten Messungen während sieben Nächten vom 17. November 1993 bis 7. Februar 1994 am Charkiw-Observatorium in der Ukraine und am Krim-Observatorium in Simejis in der Auswertung wieder zu einer Rotationsperiode von 4,7752 h.
Photometrische Messungen, die bereits am 12. und 18. November 1982 am Table Mountain Observatory in Kalifornien erfolgt waren, hatten zwar nur drei einzelne Datenpunkte erbracht, eine Untersuchung von 1999 nahm aber die verwirrende Vielfalt der in der Zwischenzeit propagierten Angaben zur Rotationsperiode des Asteroiden zum Anlass, alle Daten vom 10. bis 22. November 1982 noch einmal neu zu bewerten. Dadurch wurde zunächst sowohl ein Wert von 4,620 h als auch einer von 4,775 h eindeutig als gleichermaßen möglich angesehen, während eine Periode von 11,953 h ausgeschlossen werden konnte. Eine daraufhin stattfindende Analyse der Daten vom September 1992 konnte dann auch die Periode von 4,620 h eindeutig ausschließen, so dass nur noch die Periode von 4,775 h möglich erschien, wobei auch der doppelte Wert nicht völlig ausgeschlossen werden konnte. Weitere Beobachtungen des Asteroiden gab es dann noch am 7. und 13. Dezember 2004 am Evelyn L. Egan Observatory der Florida Gulf Coast University (abgeleitete Rotationsperiode 4,7750 h) und am 12. Januar 2005 an einer privaten Sternwarte in Hampshire, England (abgeleitete Periode 4,825 h).
Aus archivierten Daten des Uppsala Asteroid Photometric Catalogue (UAPC) und weiteren Beobachtungsergebnissen aus dem Zeitraum von 1981 bis 2006 konnte in einer Untersuchung von 2007 erstmals ein dreidimensionales Gestaltmodell des Asteroiden für zwei alternative Positionen der Rotationsachse, eine mit prograder Rotation und eine nahe zur Ebene der Ekliptik gelegen, sowie eine Periode von 4,77538 h abgeleitet werden. Nach einem Vergleich mit den AO-Aufnahmen des Keck-II-Teleskops vom Dezember 2003 (siehe oben) konnte jedoch die erste Lösung mit prograder Rotation ausgeschlossen werden. Eine erneute Auswertung mit zusätzlichen Lichtkurven aus 2005 und 2009 erbrachte in einer Untersuchung von 2016 ein verbessertes dreidimensionales Gestaltmodell mit exakt den gleichen Werten für Rotationsachse und -periode. Aus neuen photometrischen Beobachtungen vom 28. Februar bis 3. März 2016 am UnderOak Observatory in New Jersey wurde auch eine Rotationsperiode von 4,775 h bestimmt.
Mit dem neuen Algorithmus All-Data Asteroid Modeling (ADAM) wurde 2018 ein weiteres Gestaltmodell erstellt, das alle verfügbaren photometrischen Daten in Verbindung mit hochaufgelösten Infrarot-Aufnahmen des Keck-II-Teleskops (siehe oben) gut reproduziert. Die bereits zuvor ermittelte Rotationsachse konnte damit geringfügig verbessert werden, außerdem konnte das Gestaltmodell damit auf einen äquivalenten Durchmesser von 205 ± 7 km skaliert werden. Aufgrund der Spektralklasse C, der geringen Albedo und der vermuteten niedrigen Dichte (siehe unten) wurde (423) Diotima aber als nicht zur Eos-Familie gehörig, sondern als Eindringling (Interloper) innerhalb derselben eingestuft. Vom 11. April bis 7. Juni 2023 wurden noch einmal während 30 Nächten am Command Module Observatory in Arizona Beobachtungen des Asteroiden durchgeführt, die zu einer Rotationsperiode von 4,77575 h ausgewertet wurden.
Abschätzungen von Masse und Dichte für (423) Diotima aufgrund von gravitativen Beeinflussungen auf Testkörper ergaben in einer Untersuchung von 2012 eine Masse von etwa 6,91·1018 kg, was mit einem angenommenen Durchmesser von etwa 212 km zu einer Dichte von 1,39 g/cm³ führte bei einer Porosität von 38 %. Diese Werte besitzen eine Unsicherheit im Bereich von ±35 %.

## Vermutete Binarität des Asteroiden
Nachdem bereits nach photometrischen Beobachtungen von (423) Diotima im November 1982 (siehe oben) die mögliche Existenz eines Begleiters ins Spiel gebracht worden war, schienen die Auswertungen neuer Beobachtungen vom 16. März bis 25. Mai 1990 am Krim-Observatorium die Binarität des Asteroiden zu bestätigen. In der aufgezeichneten Lichtkurve waren zwei Periodizitäten von 4,56 und 14,88 h gefunden worden. Es wurde angenommen, dass diese die Rotationsperiode der primären Komponente sowie die Umlaufperiode eines Satelliten mit gebundener Rotation sind. Die Binarität von (423) Diotima sollte weiter durch das Vorhandensein einer etwa 200-tägigen Periode untermauert werden, bei der es sich wahrscheinlich um die Präzessionsperiode der Rotationsachse der Primärkomponente handeln sollte. Ein vorgeschlagenes Modell des Asteroiden bestand aus zwei Körpern mit Durchmessern von 200 und 80 km, die sich in einem Abstand von 400 km voneinander befinden. Diese Theorie wurde weiter ausgebaut nach weiteren Beobachtungen des Asteroiden im Zeitraum September 1993 bis April 2000 am Krim-Observatorium. Die Präzessionsperiode wurde noch genauer spezifiziert auf 113 (oder 226) Tage und für den Asteroiden wurde eine linsenförmige Gestalt angenommen, die einem katastrophalen Kollisionsereignis entstammt.
Die Auswertung der AO-Aufnahmen des Keck-II-Teleskops vom Dezember 2003 (siehe oben) erbrachte aber letztendlich keine Belege für die Existenz eines Begleiters von mehr als 6 km Größe bei über 12,5 km Abstand bzw. von mehr als 8 km Größe bei über 1 km Abstand vom Primärkörper.

## Diotima-Familie
(423) Diotima bewegt sich im Bereich der Eos-Familie. Eine Untersuchung von 2003 definierte jedoch den Asteroiden als namensgebendes und größtes Mitglied einer neuen Asteroidenfamilie mit ähnlichen Bahneigenschaften, wie eine Große Halbachse von 3,03–3,07 AE, eine Exzentrizität von 0,01–0,13 und eine Bahnneigung von 7,6°–13,1°. Die Diotima-Familie wäre dabei nach innen durch den Bereich der 9:4-Bahnresonanz mit Jupiter von der Eos-Familie abgetrennt und sollte zu dieser Zeit etwa 410 bekannte Mitglieder enthalten.